# Abierto Mexicano de Tenis 2025
L'Abierto Mexicano de Tenis 2025, conosciuto anche con il nome di Abierto Mexicano Telcel presentado por HSBC per motivi di sponsorizzazione, è stato un torneo di tennis disputato sul cemento. Si è trattata della 32ª edizione dell'Open del Messico, facente parte dell'ATP Tour 500 nell'ambito dell'ATP Tour 2025. Si è giocato all'Arena GNP Seguros di Acapulco, in Messico, dal 24 febbraio al 1º marzo 2025.

## Partecipanti al singolare

### Teste di serie
| Nazionalità | Giocatore        | Ranking* | Testa di serie |
| ----------- | ---------------- | -------- | -------------- |
| Germania    | Alexander Zverev | 2        | 1              |
| Stati Uniti | Taylor Fritz     | 4        | 2              |
| Norvegia    | Casper Ruud      | 5        | 3              |
| Stati Uniti | Tommy Paul       | 9        | 4              |
| Danimarca   | Holger Rune      | 12       | 5              |
| Stati Uniti | Ben Shelton      | 13       | 6              |
| Italia      | Lorenzo Musetti  | 17       | 7              |
| Stati Uniti | Frances Tiafoe   | 18       | 8              |

* Ranking al 17 febbraio 2025.

### Altri partecipanti
I seguenti giocatori hanno ricevuto una wildcard per il tabellone principale:
- Daniel Altmaier
- Bu Yunchaokete
- Rodrigo Pacheco Méndez

I seguenti giocatori sono passati dalle qualificazioni:

- Nishesh Basavareddy
- Gabriel Diallo
- Learner Tien
- Adam Walton

### Lucky loser
- Mattia Bellucci

### Ritiri
Prima del torneo
- Taylor Fritz → sostituito da   Rinky Hijikata
- Hubert Hurkacz → sostituito da   Arthur Rinderknech
- Sebastian Korda → sostituito da   Alejandro Davidovich Fokina
- Lorenzo Musetti → sostituito da   Mattia Bellucci
- Reilly Opelka → sostituito da   Cameron Norrie

## Partecipanti al doppio

### Teste di serie
| Nazione     | Giocatore       | Nazione   | Giocatore              | Ranking* | Testa di serie |
| ----------- | --------------- | --------- | ---------------------- | -------- | -------------- |
| Stati Uniti | Jackson Withrow | Argentina | Horacio Zeballos       | 30       | 1              |
| Belgio      | Sander Gillé    | Polonia   | Jan Zieliński          | 48       | 2              |
| Monaco      | Hugo Nys        | Francia   | Édouard Roger-Vasselin | 56       | 3              |
| Francia     | Sadio Doumbia   | Francia   | Fabien Reboul          | 66       | 4              |

* Ranking aggiornato al 17 febbraio 2025.

### Altri partecipanti
Le seguenti coppie di giocatori hanno ricevuto una wildcard per il tabellone principale:
- Sriram Balaji /  Miguel Ángel Reyes-Varela
- Hans Hach Verdugo /  JJ Tracy

La seguente coppia di giocatori è passata dalle qualificazioni:
- Christian Harrison /  Evan King

### Ritiri
Prima del torneo
- Flavio Cobolli /  Lorenzo Musetti → sostituiti da  Mattia Bellucci /  Flavio Cobolli
- Sebastian Korda /  Ben Shelton → sostituiti da  Rinky Hijikata /  Ben Shelton

## Punti
| Evento    | V   | F   | SF  | QF  | 2T   | 1T | Q  | Q2 | Q1 |
| Singolare | 500 | 330 | 200 | 100 | 50   | 0  | 25 | 13 | 0  |
| Doppio    | 500 | 300 | 180 | 90  | N.D. | 0  | 45 | 25 | 0  |

## Montepremi
| Evento    | V        | F        | SF       | QF      | 2T      | 1T      | Q2      | Q1     |
| Singolare | 483515 $ | 260150 $ | 138645 $ | 70830 $ | 37810 $ | 20165 $ | 10335 $ | 5800 $ |
| Doppio*   | 158810 $ | 84690 $  | 42850 $  | 21430 $ | N.D.    | 11090 $ | N.D.    | N.D.   |

* per team

## Campioni

### Singolare
Tomáš Macháč ha sconfitto in finale  Alejandro Davidovich Fokina con il punteggio di 7-6(6), 6-2.
• È il primo titolo in carriera per Macháč.

### Doppio
Christian Harrison /  Evan King hanno sconfitto in finale  Sadio Doumbia /  Fabien Reboul con il punteggio di 6-4, 6-4.